# 132-га вулиця (Мангеттен)
132-та вулиця (англ. 132th Street) — вулиця яка проходить зі сходу на захід над Центральним парком і розташована в Гарлемі на південь від Гамільтон-Гайтс. Основна частина 132-ї вулиці проходить у східному напрямку від бульвару Фредеріка Дугласа до північного кінця Парк-авеню, де є південний виїзд/в’їзд до Гарлем Рівер Драйв. Після перерви від парку Святого Миколая та Сіті-Коледжу є ще один невеликий відрізок Заходу 132-ї вулиці між Бродвеєм і Дванадцятою авеню.
Громадський сад 132-ї вулиці розташований на 132-й вулиці між бульварами Адама Клейтона Пауелл-молодшого та бульваром Малкольма X. У 1997 році на ділянці зробили садовий ремонт. Офіс президента боро профінансував установку водорозподільної системи вартістю 100 000 доларів США, яка підтримує зеленість різноманітних дерев. У саду також є ставок із золотими рибками та кілька лавок. Дух сусідства живе в таких садах, як цей, які висаджують і доглядають місцеві жителі.
Автобусна станція Мангеттенвілля (раніше відома як автобусна станція 132-ї вулиці) розташована на заході 132-ї і 133-ї вулиць між Бродвеєм і Ріверсайд-драйв у районі Мангеттенвіль.